# Bình Sơn (Quảng Nam)
Bình Sơn is een xã in het district Hiệp Đức, een van de districten in de Vietnamese provincie Quảng Nam. Bình Sơn heeft ruim 3500 inwoners op een oppervlakte van 21,5 km².
Bình Sơn ligt op de noordelijke oever van de Ngang.